# Pambolus pallipes
Pambolus pallipes är en stekelart som först beskrevs av Forster 1862.  Pambolus pallipes ingår i släktet Pambolus och familjen bracksteklar. Arten är reproducerande i Sverige. Inga underarter finns listade i Catalogue of Life.